# Hàng không năm 1923
Đây là danh sách các sự kiện hàng không nổi bật xảy ra trong năm 1923:

## Các sự kiện

### Tháng 1
- Hãng hàng không Air Union được thành lập dựa trên sự liên kết của Compagnie des Messageries Aériennes (CMA) với Grands Express Aériens (CGEA).

### Tháng 2
- Cuộc cất cánh và hạ cánh đầu tiên được thực hiện trên tàu sân bay mới của Nhật, tàu Hōshō được thực hiện bởi một phi công Anh trên một chiếc Mitsubishi 1MF.
- RAF chỉ đạo các hoạt động ở miền Nam Iraq nhằm chống lại những hoạt động nổi dậy do Tù trưởng Mahmud Barzenci cầm đầu.
- 1 tháng 2 - Quân đoàn Không quân Đan Mạch được thành lập is established

### Tháng 3
- Dobrolyot được thành lập, đây là hãng hàng không dân dụng đầu tiên của Liên Xô. Sau đó nó trở thành một phần của Aeroflot.
- 17 tháng 3 - Chính phủ Hoa Kỳ cho phép máy bay quân đội thả calci arsenate xuống các cánh đồng bông ở Louisiana để giết những con mọt.

### Tháng 4
- 10 tháng 4 - Daimler Airways bắt đầu các chuyến bay định kỳ giữa London và Berlin (bay qua Bremen và Hamburg).
- 16 tháng 4 - 17 - Trung úy John Arthur Macready và trung úy Oakley Kelley thiết lập một kỷ lục bay dài, họ bay liên tục trong 36 giờ 5 phút trên một chiếc Fokker T-2, trên một quãng đường dài 2.518 dặm (4.052 km).

### Tháng 5
- 2 tháng 5 - 3 tháng 5 - Kelly MacReady hoàn thành chuyến bay không dừng đầu tiên từ New York đến Los Angeles, trong 27 giờ trên một chiếc Fokker T-2.
- 3 tháng 5 - Sikorsky Aero Engineering Corporation được thành lập bởi Igor Sikorsky tại trang trại gà ở Long Island.
- 23 tháng 5 - Hãng hàng không Bỉ SABENA được thành lập, thêm vào tuyến đường bay của SNETA ở Belgian Congo mà nó lấy được.

### Tháng 6
- 14 tháng 6 - New Zealand thành lập quân chủng không quân, bước đầu của Không quân Hoàng gia New Zealand.

### Tháng 7
- 19 tháng 7 - Hãng hàng không Tiệp Khắc, CSA bắt đầu hoạt động.

### Tháng 8
- 21 tháng 8 - Đèn hiệu hàng không điện tử lần đầu tiên xuất hiện ở sân bay của Mỹ, giúp cho các chuyến bay ban đêm hoạt động.
- 28 tháng 8 - Trung úy John Richter và Lowell Smith thiết lập một kỷ lục mới về chuyến bay dài với 37 giờ 15 phút trên một chiếc Airco DH.4, với quãng đường dài 3.293 dặm (5.299 km). Họ phải tiếp nhiên liệu 15 lần trong suốt chuyến bay.

### Tháng 9
- 5 tháng 9 - Máy bay ném bom của Quân đội Mỹ thực hiện các bài tập chống tàu, đánh chìm 2 chiến hạm đã lỗi thời là USS Virginia và USS New Jersey.
- 28 tháng 9 - Cuộc đua hàng không tranh Cúp Schneider được diễn ra tại Cowes, Vương quốc Anh. Một người Mỹ đã chiến thắng là David Rittenhouse, anh ta bay trên chiếc Curtiss CR.3 đạt vận tốc 285.5 km/h (177.4 mph).

### Tháng 10
- 6 tháng 10 - Curtiss R2C giành ngôi thứ quán quân và á quân trong giải đua máy bay Pulitzer Trophy Race, máy bay giành chiến thắng lập một kỷ lục mới về tốc độ là 243.6 mph (392 km/h).
- 15 tháng 10 – Cuộc thi tàu lượn gắn động cơ đầu tiên được tổ chức ở Lympne, Kent.

### Tháng 12
- 21 tháng 12 - Khí cầu máy Dixmude của Pháp bị nổ phía trên Biển Địa Trung Hải khi đang bay từ Cuers-Pierrefeu đến Algérie do bị sét đánh. Toàn bộ 52 thành viên trên khí cầu thiệt mạng.

## Chuyến bay đầu tiên

### Tháng 1
- 9 tháng 1 - Cierva C.4
- 19 tháng 1 - Armstrong Whitworth Wolf

### Tháng 3
- Aero A.18
- Hawker Woodcock

### Tháng 5
- Gloster Grebe

### Tháng 6
- 2 tháng 6 – Boeing XPW-9
- 28 tháng 6 - Armstrong Whitworth Awana

### Tháng 7
- 30 tháng 7 - de Havilland DH.50

### Tháng 8
- 22 tháng 8 - Barling XNBL
- 23 tháng 8 - Polikarpov I-1

### Tháng 9
- 3 tháng 9 - USS Shenandoah
- 3 tháng 9 - Curtiss R2C

### Tháng 10
- 2 tháng 10 - de Havilland Humming Bird
- 23 tháng 10 - Handley Page Hyderabad